# کتاب‌های تایمز
کتاب‌های تایمز (به انگلیسی: Times Books) (که قبلاً شرکت کتاب نیویورک تایمز نام داشت) چاپی ایمپرینت است که متعلق به نیویورک تایمز کمپانی است و مجوز آن را به هنری هولت و کمپانی داده شده است.